# Herrarbete
Herrarbete kallas de säsongsbunda arbetsvandringar som förr företogs i bl.a. Dalarna. Männen tog t. ex. arbete vid jordbruken i Uppland eller som byggnadsarbetare i Stockholm. Kvinnorna arbetade på huvudstadens kyrkogårdar eller som ”mursmäckor” på byggena. Benämningen herrarbete anses komma av att dalkarlarna ansåg att alla som hade råd att leja arbetskraft var ”herrar”.
Dessa vandringar, som berodde på befolkningstrycket i hembygden och bristande möjligheter till sysselsättning där, började redan på 1600-talet, kulminerade under 1800-talets första del och kan på sätt och vis motsvara den nutida ”pendlingen”. Det finns också tecken som tyder på att folk från trakten av Mora socken redan under senmedeltiden vandrat ut från socknen för säsongsarbete eller handel.
Även andra landskaps jordproletariat utförde herrarbete men i mindre skala – smålänningar på skånska gods, västgötar och värmlänningar i Göteborg och inom Bohusläns fiskindustri.